# Dr Ruth Segomotsi Mompati
Dr Ruth Segomotsi Mompati (dawniej Bophirima) – dystrykt w Republice Południowej Afryki, w Prowincji Północno-Zachodniej. Siedzibą administracyjną dystryktu jest Vryburg.
Dystrykt dzieli się na gminy:
- Naledi
- Mamusa
- Greater Taung
- Kagisano-Molopo
- Lekwa-Teemane